# داماسپیا
داماسپیا همسر اردشیر یکم، شاهنشاه هخامنشی و مادر خشایارشای دوم بود.

## خانواده
ملکه داماسپیا دختر یکی از بزرگان پارسی بوده است که در اوایل حکومت اردشیر با او ازدواج می‌کند. البته در برخی از منابع او را دختری از بابل معرفی کرده‌اند.

## زندگی
داماسپیا بر روی شوهر خود اردشیر یکم نفوذ فوق‌العاده‌ای داشت و در زمان حیات اردشیر، پسر وی یگانه وارث قانونی و واقعی اردشیر محسوب می‌شد. عجب آنست که در اوایل سال ۴۲۴ پیش از میلاد در همان روزی که اردشیر از دنیا رفت، داماسپیا نیز آنگونه که در روایت کتزیاس آمده است، وفات یافت.
پس از مرگِ اردشیر، خشایارشای دوم به جانشینی پدر رسید ولی تنها بعد از گذشت چهل و پنج روز به‌دست برادر ناتنی اش سغدیانوس کشته شد. جنازهٔ او را همراه با پدر و مادرش ظاهراً در یک روز برای تدفین به پارس بردند.